# Змијавци
Змијавци су насељено место и седиште општине у Сплитско-далматинској жупанији, Република Хрватска.

## Географски положај
Налазе се 4 км јужно од Имотског.

## Историја
До територијалне реорганизације у Хрватској налазили су се у саставу старе општине Имотски.

## Становништво
На попису становништва 2011. године, општина, одн. насељено место Змијавци је имало 2.048 становника.

### Општина Змијавци
| Број становника по пописима | Број становника по пописима | Број становника по пописима | Број становника по пописима | Број становника по пописима | Број становника по пописима | Број становника по пописима | Број становника по пописима | Број становника по пописима | Број становника по пописима | Број становника по пописима | Број становника по пописима | Број становника по пописима | Број становника по пописима | Број становника по пописима | Број становника по пописима |
| --------------------------- | --------------------------- | --------------------------- | --------------------------- | --------------------------- | --------------------------- | --------------------------- | --------------------------- | --------------------------- | --------------------------- | --------------------------- | --------------------------- | --------------------------- | --------------------------- | --------------------------- | --------------------------- |
| 1857                        | 1869                        | 1880                        | 1890                        | 1900                        | 1910                        | 1921                        | 1931                        | 1948                        | 1953                        | 1961                        | 1971                        | 1981                        | 1991                        | 2001                        | 2011                        |
| 442                         | 0                           | 585                         | 667                         | 794                         | 816                         | 0                           | 949                         | 2.377                       | 2.405                       | 2.491                       | 2.195                       | 2.271                       | 2.535                       | 2.130                       | 2.048                       |

Напомена: Настала из старе општине Имотски. Од 1857. до 1961. садржи део података за општину Подбабље. У 1869. и 1921. део података садржан је у општини Руновићи.

### Змијавци (насељено место)
| Број становника по пописима | Број становника по пописима | Број становника по пописима | Број становника по пописима | Број становника по пописима | Број становника по пописима | Број становника по пописима | Број становника по пописима | Број становника по пописима | Број становника по пописима | Број становника по пописима | Број становника по пописима | Број становника по пописима | Број становника по пописима | Број становника по пописима | Број становника по пописима |
| --------------------------- | --------------------------- | --------------------------- | --------------------------- | --------------------------- | --------------------------- | --------------------------- | --------------------------- | --------------------------- | --------------------------- | --------------------------- | --------------------------- | --------------------------- | --------------------------- | --------------------------- | --------------------------- |
| 1857                        | 1869                        | 1880                        | 1890                        | 1900                        | 1910                        | 1921                        | 1931                        | 1948                        | 1953                        | 1961                        | 1971                        | 1981                        | 1991                        | 2001                        | 2011                        |
| 442                         | 0                           | 585                         | 667                         | 794                         | 816                         | 0                           | 949                         | 2.377                       | 2.405                       | 2.491                       | 2.195                       | 2.271                       | 2.535                       | 2.130                       | 2.048                       |

Напомена: У 1991. смањено издвајањем дела подручја у самостално насеље Хршћевани (општина Подбабље), за које садржи податке од 1857. до 1961, осим у 1869. и 1921. кад су подаци садржани у насељу Руновић (општина Руновићи). Као насеље исказује се од 1948. Те године исказано под именом Змијавци Подбабски.

### Попис1991.
На попису становништва 1991. године, насељено место Змијавци је имало 2.535 становника, следећег националног састава:
| Попис 1991.‍   | Попис 1991.‍  | Попис 1991.‍ | Попис 1991.‍ | Попис 1991.‍ |
| ------------- | ------------ | ----------- | ----------- | ----------- |
|               |              |             |             |             |
| Хрвати        | Хрвати       |             | 2.394       | 94,43%      |
| Срби          | Срби         |             | 108         | 4,26%       |
| Југословени   | Југословени  |             | 6           | 0,23%       |
| Муслимани     | Муслимани    |             | 1           | 0,03%       |
| Пољаци        | Пољаци       |             | 1           | 0,03%       |
| Руси          | Руси         |             | 1           | 0,03%       |
| остали        | остали       |             | 3           | 0,11%       |
| неопредељени  | неопредељени |             | 5           | 0,19%       |
| непознато     | непознато    |             | 16          | 0,63%       |
| укупно: 2.535 |              |             |             |             |